# Miguel Asprilla
Pour les articles homonymes, voir Asprilla.
Miguel Asprilla, né le 21 septembre 1969 à San Sebastián de Buenavista (Colombie), est un footballeur colombien, qui évoluait au poste d'attaquant au Deportivo Cali, au Deportes Quindío, à l'Once Caldas, à Santos Laguna et à l'Alianza Lima ainsi qu'en équipe de Colombie.
Asprilla marque un but lors de ses huit sélections avec l'équipe de Colombie en 1994.

## Carrière de joueur

### Clubs
- 1990-1991 : Deportivo Cali
- 1992 : Deportes Quindío
- 1993 : Once Caldas
- 1994 : Deportivo Cali
- 1994-1997 : Santos Laguna
- 1997-1998 : Alianza Lima

### Palmarès

#### En équipe nationale
- 8 sélections et 1 but avec l'équipe de Colombie en 1994

#### Avec Santos Laguna
- Vainqueur du Championnat du Mexique en 1996 (Tournoi d'hiver)

#### Avec Alianza Lima
- Vainqueur du Championnat du Pérou en 1997